# Siergiej Urusiewski
Siergiej Pawłowicz Urusiewski (ros. Сергей Павлович Урусе́вский; ur. 10 grudnia?/23 grudnia 1908 w Petersburgu, zm. 12 listopada 1974 w Moskwie) – radziecki operator filmowy oraz reżyser.
Ukończył technikum artystyczno-przemysłowe w Leningradzie i Instytut Sztuk Wizualnych w Moskwie, po czym został operatorem filmowym. Od 1937 pracował jako operator w studiu filmowym Sojuzdietfilm. Podczas wojny z Niemcami był frontowym operatorem filmowym.
Zasłużony Działacz Sztuk RFSRR (1951). Dwukrotny laureat Nagrody Stalinowskiej (1948, 1952), odznaczony Orderem Znak Honoru. Pochowany na Cmentarzu Wwiedieńskim w Moskwie.

## Wybrana filmografia

### Operator filmowy
- 1947: Nauczycielka wiejska
- 1953: Odzyskane szczęście
- 1956: Czterdziesty pierwszy
- 1957: Lecą żurawie
- 1959: Niewysłany list
- 1964: Ja, Kuba